# 1981 en aéronautique
Chronologie de l'aéronautique
- 1977
- 1978
- 1979
- 1980
- 1981
- 1982
- 1983
- 1984
- 1985

Cet article présente les faits marquants de l'année 1981 en aéronautique.

## Événements

### Janvier

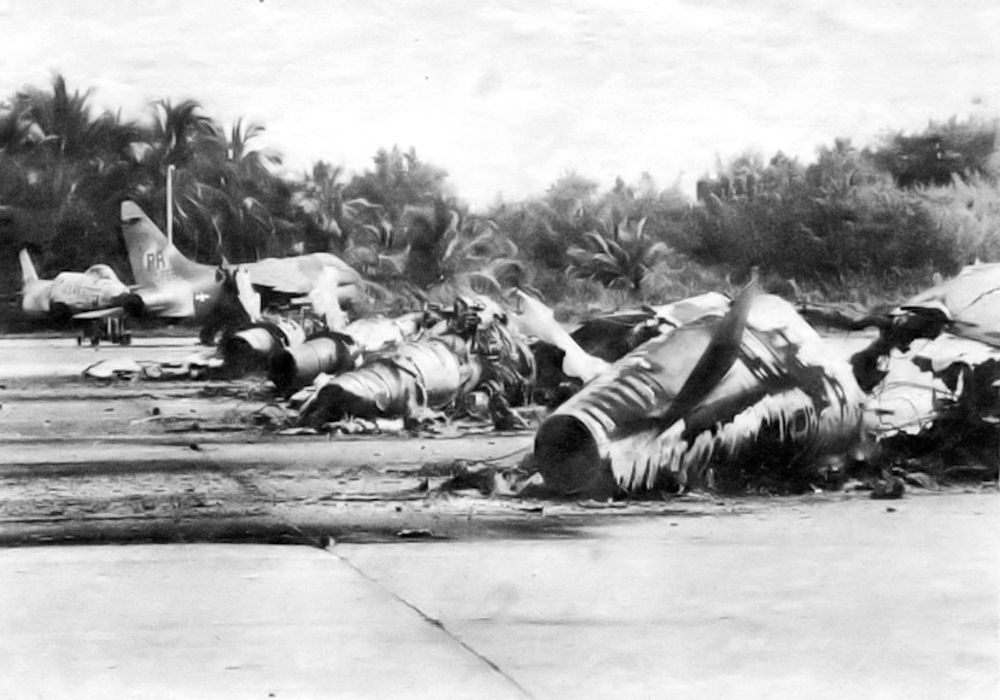
Quelques-uns des 10 A-7D détruits ou endommagés le 12 janvier 1981 par un attentat.

- 1er janvier : privatisation de British Aerospace.
- 12 janvier : sabotage sur la base aérienne de la garde nationale aérienne de Muñiz dans l'enceinte de l'aéroport international de Isla Verde à Porto-Rico. Des charges explosives placé par la Boricua Popular Army (en) endommagent onze avions de combat dont dix LTV A-7 Corsair II et un F-104C, ce dernier devant être exposé. 8 A-7D sont totalement détruits[1].
- 18 janvier : Bell Helicopter livre son 25 000e appareil, en l'occurrence un Bell 222.
- 26 janvier : Pan Am effectue son dernier vol sur Boeing 707.

### Février
- 18 février : décès de Jack Northrop.

### Mars
- 28 mars : premier vol de l'avion de transport régional Dornier 228.

### Avril
- 3 avril : décès du fondateur de la compagnie aérienne Pan Am, Juan Trippe.
- 10 avril : premier vol de l'avion militaire d'entraînement italien SIAI Marchetti S.211.
- 12 avril : la première navette spatiale américaine, Columbia, effectue son premier vol.

### Juin
- 4 juin : début du salon du Bourget.
- 7 juin : les Israéliens lancent l'opération Opéra, dont le but est de détruire la centrale nucléaire irakienne Osirak.
- 18 juin : premier vol de l'avion furtif américain Lockheed Martin F-117 Nighthawk.
- 19 juin : lancement par une fusée Ariane 1 du second satellite météorologique Météosat.

### Juillet
- 18 juillet : un Soukhoï Su-15 soviétique intercepte un Canadair CL-44 de la Transporte Aéreo Rioplatense transportant des armes Israéliennes à destination de l’Iran à la frontière soviétique-turque et entra en collision avec lui. Le pilote du Su-15 s'éjecta à temps et eut la vie sauve, les 3 membres d'équipage argentin et l'unique passager britannique du Canadair ont péri.

### Août
- 3 août : livraison par Boeing de son 4 000e avion de ligne, un Boeing 727.
- 19 août : lors d'un combat aérien deux Soukhoï Su-22 libyens sont abattus par deux Grumman F-14 Tomcat appartenant à la VIe flotte au-dessus du golfe de Syrte alors revendiqué comme territoire libyen[2].

### Septembre
- 3 septembre : premier vol de l'avion de ligne britannique BAe 146.
- 16 septembre : premier vol du premier prototype de l'avion d'entraînement taïwanais AIDC AT-3.
- 20 septembre : premier lancement multiples de satellites par la Chine, qui en envoie trois en orbite terrestre.
- 26 septembre : premier vol de l'avion de ligne Boeing 767.

### Octobre
- 2 octobre : le président américain Reagan annonce la commande de 100 bombardier Rockwell B-1B Lancer porteurs de missiles de croisière.
- 30 octobre : premier vol du second prototype de l'AIDC AT-3.

### Novembre
- 5 novembre : premier vol du AV-8B Harrier II.
- 24 novembre : deux Sikorsky S-61N Sea King procèdent au sauvetage par un vent soufflant à 140 km/h, des 48 hommes d'équipage de la plate-forme pétrolière Transworld 58 qui s'est désarrimé lors de la tempête.

### Décembre
- 19 décembre : premier vol de l'hélicoptère Hughes OH-6A NOTAR.
- 19 décembre : premier vol du bombardier lourd supersonique soviétique Tupolev Tu-160 Blackjack.